# Maybe You're the Problem
«Maybe You're the Problem» —en español: «Tal vez tú eres el problema»— es una canción de la cantante estadounidense Ava Max. Fue lanzada el 28 de abril de 2022 a través de Atlantic Records como el sencillo principal de su segundo álbum de estudio Diamonds & Dancefloors (2023). La canción fue escrita por Max, Abraham Dertner, Marcus Lomax, Sean Maxwell, Cirkut y Jonas Jeberg y producida por estos dos últimos. «Maybe You're the Problem» es una canción de dance pop y synth pop, con letras que describen una ruptura con una pareja egoísta. Alcanzó la posición número 83 en la lista de sencillos del Reino Unido. Un video musical acompañante fue dirigido por Joseph Kahn y muestra a Max atravesando un videojuego de arcade de temática invernal.

## Antecedentes y lanzamiento
En febrero de 2022, Max reveló en una entrevista con Billboard que «Maybe You're the Problem» sería el sencillo principal de su segundo álbum de estudio. Posteriormente, publicó algunos fragmentos de la canción a través de sus redes sociales. El 14 de abril, reveló la portada y fecha de lanzamiento de la canción en sus redes sociales. La portada consiste en el cabello rojo cereza de Max, que sirvió como un «cambio de marca» para su segundo álbum. La canción fue lanzada el 28 de abril de 2022 para descarga digital y streaming. Fue escrita por Max, Abraham Dertner, Marcus Lomax, Sean Maxwell, Cirkut y Jonas Jeberg y producida por estos dos últimos.

## Composición
Musicalmente, «Maybe You're the Problem» es una canción de dance pop y synth pop, con influencias de eurodance, europop y la música de los 80. Escribiendo para Uproxx, Caitlin White describió la canción como un «himno de ruptura», mientras que George Griffiths de Official Charts Company opinó que contenía elementos de rock. La letra describe la iniciación de Max para apartarse de una relación con una pareja egoísta. Según Max, la canción fue «muy divertida de crear» y parte de «la música más personal» que jamás haya hecho.

## Video musical
El video musical de «Maybe You're the Problem» fue dirigido por Joseph Kahn, quien también dirigió el video musical de «Torn» de Max. Muestra a Max con su nuevo cabello rojo esquiando y tomando el sol en la nieve antes de teletransportarse en un videojuego de arcade.

## Presentaciones en vivo
Max interpretó por primera vez «Maybe You're the Problem» el 1 de junio de 2022 en el programa matutino estadounidense Today, donde también anunció su segundo álbum de estudio Diamonds & Dancefloors. El 6 de julio de 2022, interpretó la canción en el programa británico The One Show. El 4 de noviembre de 2022, interpretó la canción en la decimoséptima edición de LOS40 Music Awards.

## Créditos y personal
Créditos adaptados de Tidal.
- Amanda Ava Koci – voz, composición
- Henry Walter – composición, instrumentos, producción, programación
- Jonas Jeberg – composición, producción, programación
- Abraham Dertner – composición, coproducción, instrumentos, programación
- Marcus Lomax – composición
- Sean Douglas – composición
- Bryce Brodone – asistencia en mezcla
- Chris Gehringer – masterización
- Serban Ghenea – mezcla

## Posicionamiento en listas
| Listas (2022)                                         | Mejor posición |
| ----------------------------------------------------- | -------------- |
| Alemania (Official German Charts)                     | 65             |
| Argentina (Monitor Latino Anglo)                      | 13             |
| Austria (Ö3 Austria Top 40)                           | 75             |
| Bélgica (Ultratop 50 Flandes)                         | 22             |
| Canadá (Billboard Canada CHR/Top 40)                  | 41             |
| CEI (Tophit)                                          | 50             |
| Croacia (HRT)                                         | 2              |
| España (Top 50 Radios)                                | 11             |
| Eslovaquia (Rádio Top 100)                            | 8              |
| Estados Unidos (Billboard Hot Dance/Electronic Songs) | 17             |
| Estados Unidos (Billboard Adult Top 40)               | 22             |
| Estados Unidos (Billboard Mainstream Top 40)          | 26             |
| Finlandia (Radiosoittolista)                          | 50             |
| Francia (Classement Radio)                            | 48             |
| Guatemala (Monitor Latino Anglo)                      | 9              |
| Hungría (Dance Top 40)                                | 22             |
| Hungría (Rádiós Top 40)                               | 1              |
| Hungría (Single Top 40)                               | 26             |
| Nicaragua (Monitor Latino Anglo)                      | 8              |
| Noruega (VG-lista)                                    | 34             |
| Nueva Zelanda (Hot Singles)                           | 21             |
| Países Bajos (Dutch Top 40)                           | 20             |
| Países Bajos (Single Top 100)                         | 71             |
| Panamá (Monitor Latino Anglo)                         | 12             |
| Polonia (Polish Airplay Top 100)                      | 6              |
| Reino Unido (OCC)                                     | 83             |
| República Checa (Rádio Top 100)                       | 8              |
| Suecia (Sverigetopplistan)                            | 55             |
| Venezuela (Record Report)                             | 41             |

| Listas (2022)                 | Posición |
| ----------------------------- | -------- |
| Bélgica (Ultratop 50 Flandes) | 97       |
| Croacia (HRT)                 | 29       |
| Hungría (Rádiós Top 40)       | 18       |
| Países Bajos (Dutch Top 40)   | 79       |

## Certificaciones
| País    | Organismo certificador | Certificación | Ventas certificadas | Ref.   |
| ------- | ---------------------- | ------------- | ------------------- | ------ |
| Polonia | ZPAV                   | Oro           | 25 000              | [ 50 ] |

## Historial de lanzamiento
| Región         | Fecha               | Formato(s)                 | Discográfica       | Ref    |
| -------------- | ------------------- | -------------------------- | ------------------ | ------ |
| Varios         | 28 de abril de 2022 | Descarga digital streaming | Atlantic Records   | [ 6 ]  |
| Italia         | 29 de abril de 2022 | Airplay                    | Warner Music Group | [ 51 ] |
| Estados Unidos | 2 de mayo de 2022   | Hot adult contemporary     | Atlantic Records   | [ 52 ] |
| Estados Unidos | 3 de mayo de 2022   | Contemporary hit radio     | Atlantic Records   | [ 53 ] |